# Arnaldo Samaniego
Arnaldo Ariel Samaniego Cantero (* 1983) ist ein ehemaliger paraguayischer Fußballschiedsrichter.
Samaniego war von September 2010 bis Dezember 2020 Schiedsrichter in der paraguayischen Primera División und leitete in dieser 134 Partien. Im Verlauf seiner Karriere kam es zu mehreren Kontroversen nach umstrittenen Entscheidungen. Im Dezember 2011 wurde er durch den paraguayischen Fußballverband (AFP) für sechs Monate gesperrt. Nach einer umstrittenen Elfmeterentscheidung im Spiel Club Libertad gegen River Plate am 8. Februar 2020 wurde Samaniego sowohl von der AFP als auch von der CONMEBOL sanktioniert.
Von 2017 bis 2021 stand Samaniego auf der Liste der FIFA-Schiedsrichter und leitete internationale Fußballpartien, darunter fünf Spiele in der Copa Libertadores und acht Spiele in der Copa Sudamericana.
Bei der U-15-Südamerikameisterschaft 2017 in Argentinien wurde Samaniego in drei Spielen eingesetzt. Bei der U-20-Südamerikameisterschaft 2019 in Chile leitete er drei Spiele in der Finalrunde. Zudem wurde Samaniego für die Copa América 2019 in Brasilien nominiert, blieb jedoch ohne Einsatz als Hauptschiedsrichter.
Seine letzten Partien bestritt Samaniego Ende 2020.